# Hans Christian Hansen
Hans Christian Hansen (Aarhus, 8 oktober 1906 - Kopenhagen, 19 februari 1960) was een Deens politicus. Hij was onder andere eerste minister voor de Socialdemokraterne.
Hansen was minister van buitenlandse zaken sinds 1953 en was eerste minister van 1955 tot 1960, in opvolging van zijn plots overleden goede vriend Hans Hedtoft. Tot 1958 bleef hij ook minister van buitenlandse zaken. Hij overleed in functie aan kanker in 1960.
- Bibliothèque nationale de France: cb14580957p (data)
- Gemeinsame Normdatei: 129348317
- International Standard Name Identifier: 0000 0000 5364 7634
- Library of Congress Control Number: no2005008658
- Nederlandse Thesaurus van Auteursnamen: 175575711
- LIBRIS: 405449
- SNAC: w63210q7
- Système universitaire de documentation: 181009951
- Virtual International Authority File: 10922127
- WorldCat: E39PBJckQBGrwTbbHCmDj3dWjC